# 藤島邦明
藤島 邦明（ふじしま くにあき、1834年6月15日（天保5年5月9日 - 没年不詳）は、日本の建築技師。旧幕臣、東京府士族。旧名・市之助。

## 略歴
明治元年（1868年）行政官に出仕、明治2年2月（1869年）旧東京府運上所下掛。
明治3年3月（1870年）開拓使開拓使掌，明治4年2月（1871年）権少主典、4月営繕掛、11月工業掛，12月少主典，明治5年6月（1872年）推大主典，8月中主典，1875年（明治8年）8月九等出仕，1877年（明治10年）1月四等属，10月免本官。
1884年（明治17年）6月から、皇居造営事務局御用掛・建築課勤務、1886年（明治19年）1月非職となる。